# The Grayzone
The Grayzone è un sito web di giornalismo investigativo indipendente lanciato nel dicembre 2015 (col nome iniziale di The Grayzone Project) dal giornalista statunitense Max Blumenthal. Il sito viene finanziato tramite donazioni dei lettori.
Si occupa in prevalenza di politica estera statunitense ed è schierato su posizioni politiche socialiste e fortemente anti-atlantiste, e ha fatto scalpore per le sue discusse posizioni in particolare sul genocidio culturale degli uiguri,, la guerra civile siriana e la questione palestinese.
Pur essendo un sito indipendente, a causa del suo orientamento anti-liberale, della sua forte opposizione alla politica estera occidentale e a causa della pubblicazione di informazioni errate, è stato accusato di diffondere propaganda filo-russa, soprattutto dopo l'invasione russa dell'Ucraina del 2022.